# Лума, Веса
Веса Лума (алб. Vesa Luma, род. 12 мая 1986 г. в г. Приштина, Социалистический автономный край Косово, Социалистическая Республика Сербия, СФРЮ) — косовско-албанская певица и автор песен.
Выпустила два студийных альбома и 19 музыкальных клипов. Она является лауреатом более 20 музыкальных премий как в Косово, так и в Албании и провела более 200 концертов по всему миру. В 2012 году Лума была выбрана судьей и наставником телесериала Х-фактор в Албании. Она также участвовала в "Танцах со звёздами".
Помимо своей музыкальной карьеры, Лума также сделала карьеру в телевизионной индустрии, в течение нескольких лет была телеведущей и продюсировала собственное телешоу в Косово. Она также внесла свой вклад в различные благотворительные организации.
В 2023 году она была выбрана для участия в Festivali i Këngës 62 вместе с Big Basta с песней "Mbinatyrale" ("Сверхъестественный").